# Andosilla
Andosilla là một đô thị trong tỉnh và cộng đồng tự trị Navarre, Tây Ban Nha. Đô thị này có diện tích là 51,51 ki-lô-mét vuông, dân số năm 2007 là 2807 người.
Đô thị nằm ở độ cao 306 m trên mực nước biển.

## Biến động dân số
| Biến động dân số                                          | Biến động dân số | Biến động dân số | Biến động dân số | Biến động dân số | Biến động dân số | Biến động dân số | Biến động dân số | Biến động dân số | Biến động dân số | Biến động dân số |
| 1996                                                      | 1998             | 1999             | 2000             | 2001             | 2002             | 2003             | 2004             | 2005             | 2006             | 2007             |
| --------------------------------------------------------- | ---------------- | ---------------- | ---------------- | ---------------- | ---------------- | ---------------- | ---------------- | ---------------- | ---------------- | ---------------- |
| 2 511                                                     | 2 505            | 2 490            | 2 423            | 2 461            | 2 524            | 2 614            | 2 733            | 2 722            | 2 771            | 2 807            |
| Sources: Andosilla et instituto de estadística de navarra |                  |                  |                  |                  |                  |                  |                  |                  |                  |                  |